# Ledrada
Ledrada è un comune spagnolo di 574 abitanti situato nella comunità autonoma di Castiglia e León.